# Geitonogamie
Als Geitonogamie (von griechisch γείτων geiton, deutsch ‚Nachbar‘ und γαμεῖν gamein, deutsch ‚heiraten‘) oder Nachbarbestäubung, auch Geitenogamie,  wird die Bestäubung einer Blüte mit dem Pollen einer anderen Blüte derselben Pflanze bezeichnet. Der Begriff wurde erstmals 1876 von Anton Kerner von Marilaun verwendet. Führt die Nachbarbestäubung zur Befruchtung, nennt man dies Geitonokarpie.

## Genetische Bedeutung
Genetisch gesehen hat eine Nachbarbestäubung mit erfolgreicher Befruchtung den gleichen Effekt wie die Selbstbestäubung, denn die Allelkombinationen in der Zygote werden nur infolge der meiotischen Teilungen bei der Bildung der männlichen und weiblichen Gameten etwas unterschiedlich, sie sind jedoch nicht so unterschiedlich wie bei einer Fremdbestäubung mit dem Pollen eines anderen Pflanzenindividuums. Daher ist eine Neukombination genetischen Materials nur in einem deutlich geringeren Umfang möglich. 
Gleichwohl wird die Geitonogamie von den maßgeblichen Fachautoren der Selbstbestäubung zugeordnet. Im Lehrbuch der Botanik (begründet von Eduard Strasburger) schreibt Friedrich Ehrendorfer im Kapitel Spermatophyta: „Selbstbestäubung (Autogamie; entweder innerhalb einer Blüte oder zwischen verschiedenen Blüten: Nachbarbestäubung, Geitonogamie; [...])“. Auch Werner Rothmaler stellt die Geitonogamie in seinem Buch Exkursionsflora zur Selbstbestäubung.

## Bestäubungsmechanismen
Geitonogamie kann spontan, das heißt ohne die Beteiligung äußerer Einflüsse; wie Wind, Wasser oder Tiere, durch Berührung mit dem Pollen von Nachbarblüten erfolgen. Hierbei kann zum einen der verlängerte Griffel der einen Blüte den Pollen der benachbarten Blüte erreichen, zum anderen kann herabfallender Pollen auf Narben anderer Blüten der Pflanze gelangen. Diese Form der Geitonogamie ist häufig bei Pflanzen mit Blütenkörbchen oder Blütendolden anzutreffen, wie zum Beispiel den Korbblütlern, Doldenblütlern und Hartriegelgewächsen. Sie kann aber auch durch äußere Einflüsse wie Wind, Wasser oder Tiere z. B. Insekten, Fledermäuse Vögel geschehen.
Faegri und Van Der Pijl bezeichnen die Nachbarstäubung als direkt, ohne äußere Einflüsse, wenn sie durch mehr oder weniger permanenten Blütenkontakt geschieht, dies wird auch als Haptogamie bezeichnet, als indirekt, wenn Pollen durch äußerer Einflüsse übertragen wird.
Die Nachbarbestäubung vollzieht sich normalerweise in der geöffneten Blüten (Chasmogamie). Die Geitonogamie und die Autogamie werden unter der Individual- bzw.  Eigenbestäubung (Idiogamie, inbreeding) zusammengefasst.
Die morphologischen Anpassungen, die die Selbstbestäubung innerhalb einer Blüte verhindern oder zumindest reduzieren können, wie etwa Herkogamie, Dichogamie, sind bei der Geitonogamie wirkungslos. Hier kann nur eine genetische Selbstinkompatibilität die Befruchtung verhindern.
Eine seltene, spezielle Form bildet die interne Geitonogamie, sie tritt bei den Callitrichaceae auf, wo der Pollenschlauch innerhalb der Anthere keimt und durch das Achsengewebe bis zu den weiblichen Blüten wächst.

## Begriffsverwendung
In der neueren Fachliteratur wird der Begriff Geitonogamie auch bei der Bestäubung von durch vegetative Vermehrung entstandenen und daher genetisch identischen Klonen angewandt.